# Энгель, Маро
Ма́ро Э́нгель (нем. Maro Engel, род. 27 августа 1985, Мюнхен, ФРГ) — немецкий автогонщик, бронзовый призёр Формулы-БМВ сезона 2001 года, призёр Формулы-3000 сезона 2007 года, победитель ДТМ во 2-й московской гонке 2017 года.

## Начало карьеры
Маро Энгель начал гоночную карьеру в 1996 году, выступая в картинговых соревнованиях в Германии и Франции. В 2000 году финишировал четвёртым в Европейском молодежном картинговом чемпионате.
В 2001 году дебютировал в Формуле-БМВ, где занял третье место в кубке по итогам первого сезона. В следующем сезоне стал восьмым в общем зачёте. Затем в течение двух лет выступал в Кубке Рекаро Формулы-3 в качестве заводского гонщика.
После года в Итальянской Формуле-3000 в 2005 году он перешёл в Британскую Формулу-3, где выступал два года за Carlin Motorsport при поддержке Direxiv. В 2006 году он финишировал пятым с одной победой, а в 2007 году стал вице-чемпионом, уступив только Марко Асмеру и одержав три победы.

## ДТМ

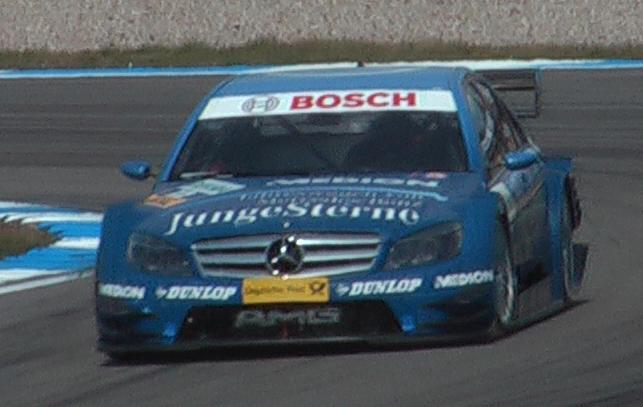
Маро Энегль на Хоккенхаймиринге, 2008 г.

В 2008 году Маро вернулся в Германию, выступая в серии ДТМ за команду Mucke Motorsport на автомобиле спецификации предыдущего года. Он стал 16-м и не набрал ни одного очка.
Через год, выступая за ту же команду, на том же автомобиле, он стал 12-м, набрав 8 очков, а также стал стал 3-м по результативности как водитель автомобиля спецификации предыдущего года, после Джейми Грина и Оливера Джарвиса.
23 июля 2017 года одержал первую победу в ДТМ во 2-й московской гонке.
| Легенда к таблице |                                                                    |
| --- | ------------------------------------------------------------------ |
| Расшифровка обозначений и цветов представлена в нижеследующей таблице. |                                                                    |
| \| Пример \| Описание \| \| ------------ \| ------------------------------------------------------------------ \| \| 1 \| Победитель \| \| 2 \| Второе место \| \| 3 \| Третье место \| \| 5 \| Финишировал, заработав очки \| \| Сход \| Не финишировал, но при этом заработал очки \| \| 12 \| Финишировал, не получив очков \| \| НКЛ \| Финишировал, но не попал в финальную классификацию \| \| 15 \| Участвовал вне зачёта, либо по отдельной классификации \| \| 18 \| Не финишировал, но попал в финальную классификацию \| \| Сход \| Не финишировал \| \| НКВ \| Не прошёл квалификацию \| \| НПКВ \| Не прошёл предквалификацию \| \| ДСК \| Дисквалифицирован \| \| ИСК \| Исключён из протокола соревнований \| \| ТТ \| Заявлен для участия только в тренировках \| \| НС \| Участвовал в квалификации, но не стартовал в гонке \| \| Т \| Травмирован или болен \| \| ОТК \| Отказ от участия \| \| НТР \| Прибыл на соревнования, но на трассу не выезжал \| \| НПР \| Был заявлен в числе участников, но не прибыл к началу соревнований \| \| О \| Соревнования отменены \| \| \| Не участвовал \| \| Поул-позиция \| \| \| Быстрый круг \| \| |                                                                    |
| Пример | Описание                                                           |
| 1 | Победитель                                                         |
| 2 | Второе место                                                       |
| 3 | Третье место                                                       |
| 5 | Финишировал, заработав очки                                        |
| Сход | Не финишировал, но при этом заработал очки                         |
| 12 | Финишировал, не получив очков                                      |
| НКЛ | Финишировал, но не попал в финальную классификацию                 |
| 15 | Участвовал вне зачёта, либо по отдельной классификации             |
| 18 | Не финишировал, но попал в финальную классификацию                 |
| Сход | Не финишировал                                                     |
| НКВ | Не прошёл квалификацию                                             |
| НПКВ | Не прошёл предквалификацию                                         |
| ДСК | Дисквалифицирован                                                  |
| ИСК | Исключён из протокола соревнований                                 |
| ТТ | Заявлен для участия только в тренировках                           |
| НС | Участвовал в квалификации, но не стартовал в гонке                 |
| Т | Травмирован или болен                                              |
| ОТК | Отказ от участия                                                   |
| НТР | Прибыл на соревнования, но на трассу не выезжал                    |
| НПР | Был заявлен в числе участников, но не прибыл к началу соревнований |
| О | Соревнования отменены                                              |
| | Не участвовал                                                      |
| Поул-позиция |                                                                    |
| Быстрый круг |                                                                    |

| Год  | Команда       | 1        | 2        | 3         | 4       | 5       | 6       | 7         | 8         | 9      | 10       | 11       | Место | Очки |
| ---- | ------------- | -------- | -------- | --------- | ------- | ------- | ------- | --------- | --------- | ------ | -------- | -------- | ----- | ---- |
| 2008 | Mercedes-Benz | Хокк1 17 | Ошер Ret | Мюдж 11   | Лауз 11 | Норис 9 | Занд 14 | Нюрб Ret  | Брендс 17 | Кат 13 | Буг 14   | Хокк2 12 | 16й   | 0    |
| 2009 | Mercedes-Benz | Хокк1 6  | Лауз 8   | Норис Ret | Занд 7  | Ошер 7  | Нюрб 12 | Брендс 10 | Кат 10    | Диж 12 | Хокк2 10 |          | 12й   | 8    |